# Neon Genesis Evangelion: Girlfriend of Steel
 (mars 2020).
Si vous disposez d'ouvrages ou d'articles de référence ou si vous connaissez des sites web de qualité traitant du thème abordé ici, merci de compléter l'article en donnant les références utiles à sa vérifiabilité et en les liant à la section « Notes et références ».
Neon Genesis Evangelion: Girlfriend of Steel (新世紀エヴァンゲリオン鋼鉄のガールフレンド, Shinseiki Evangerion: Kōtetsu no Gārufurendo) est un jeu vidéo de type visual novel sorti en 1997 sur PC avant d'être porté sur Macintosh la même année, puis sur Sega Saturn et PlayStation en 1998, sur PlayStation 2 en 2006 et enfin sur PlayStation Portable en 2009. Toutes ces versions restent inédites en dehors du Japon. Il connaît une suite en 2003 : Girlfriend of Steel 2nd.